# Суводский лесхоз-техникум
КОГПОБУ «Суводский лесхоз-техникум» — кировское областное государственное профессиональное образовательное бюджетное учреждение в городе Советске Кировской области, одно из старейших в России лесохозяйственных учебных заведений. Учредитель – министерство лесного хозяйства Кировской области.

## История
Основан в 1896 году как Суводская низшая лесная школа с двухгодичным обучением. Заведующим лесной школы был назначен лесничий В. Ф. Холевинский. Первое зачисление воспитанников состоялось 25 июня 1896 года. Ежегодно для обучения набиралось 10 человек, которые после двух лет учёбы получали чин "лесной кондуктор".
В 1922 году лесная школа преобразована в Суводский лесной техникум, а с 1 июля 1971 года в Суводский лесхоз-техникум. 
За 125 лет учебной деятельности техникум подготовил около 12 000 специалистов в сфере лесного хозяйства.

## Обучение
Суводский лесхоз-техникум ведет обучение по нескольким специальностям среднего профессионального образования. Предоставляется общежитие, выплачиваются академическая и социальная стипендии.
Очная форма обучения:
- 35.02.01 Лесное и лесопарковое хозяйство  (на базе 9 классов — 2 года 10 месяцев);
- 35.02.12 Садово-парковое и ландшафтное строительство (на базе 9 классов — 2 года 10 месяцев);

- 21.02.19 Землеустройство (на базе 9 классов — 3 года 10 месяцев);
- 09.02.07 Информационные системы и программирование (на базе 9 классов — 3 года 10 месяцев);

Очно-заочная форма обучения:
- 35.02.01 Лесное и лесопарковое хозяйство (на базе 11 классов — 2 года 10 месяцев);

Заочная форма обучения:
- 36.02.04 Охотоведение и звероводство (на базе 11 классов — 2 года 10 месяцев).

Также студенты техникума имеют возможность дополнительно получить рабочие профессии:
- Вальщик леса;
- Станочник деревообрабатывающих станков;
- Рамщик ленточнопильных рам;
- Рабочий зелёного хозяйства;
- Цветовод.

Суводский лесхоз-техникум располагает современным учебным корпусом, в котором находятся 23 учебных аудитории, актовый зал, 2 компьютерных класса. Занятия по физической подготовке проводятся в спортивных залах и на стадионе, имеется лыжная база. Иногородние студенты проживают в четырёхэтажном благоустроенном общежитии на 186 мест.
Среди учебных объектов техникума есть дендропарк с оранжереей, где представлен богатый ассортимент древесно-кустарниковых пород и экзотические комнатные растения, а также столярная мастерская и пилорама с оборудованием для деревообработки, слесарная мастерская, охотничье хозяйство, учебное лесное хозяйство с лесным участком, питомником и полигонами для практик.

## События
В марте 2014 года на базе СЛТ прошла VI зимняя спартакиада среди обучающихся ПОО и ОО ВО – членов Ассоциации лесного образования.
В октябре 2017 года Рослесхоз провёл на базе Суводского лесхоза-техникума всероссийские профессионально-прикладные соревнования «Лесное многоборье».
На базе техникума работает региональная инновационная площадка «Школьное лесничество как инструмент воспитания экологической культуры обучающихся», с 2022 года на базе техникума проводятся областные слёты и форумы школьных лесничеств Кировской области.

## Известные выпускники
- Калинин Геннадий Тимофеевич (1924—2007) — советский специалист лесного хозяйства. Директор Килемарского леспромхоза Марийской АССР (1966—1970). Заслуженный лесовод РСФСР (1965). Участник Великой Отечественной войны.